# Kormatta

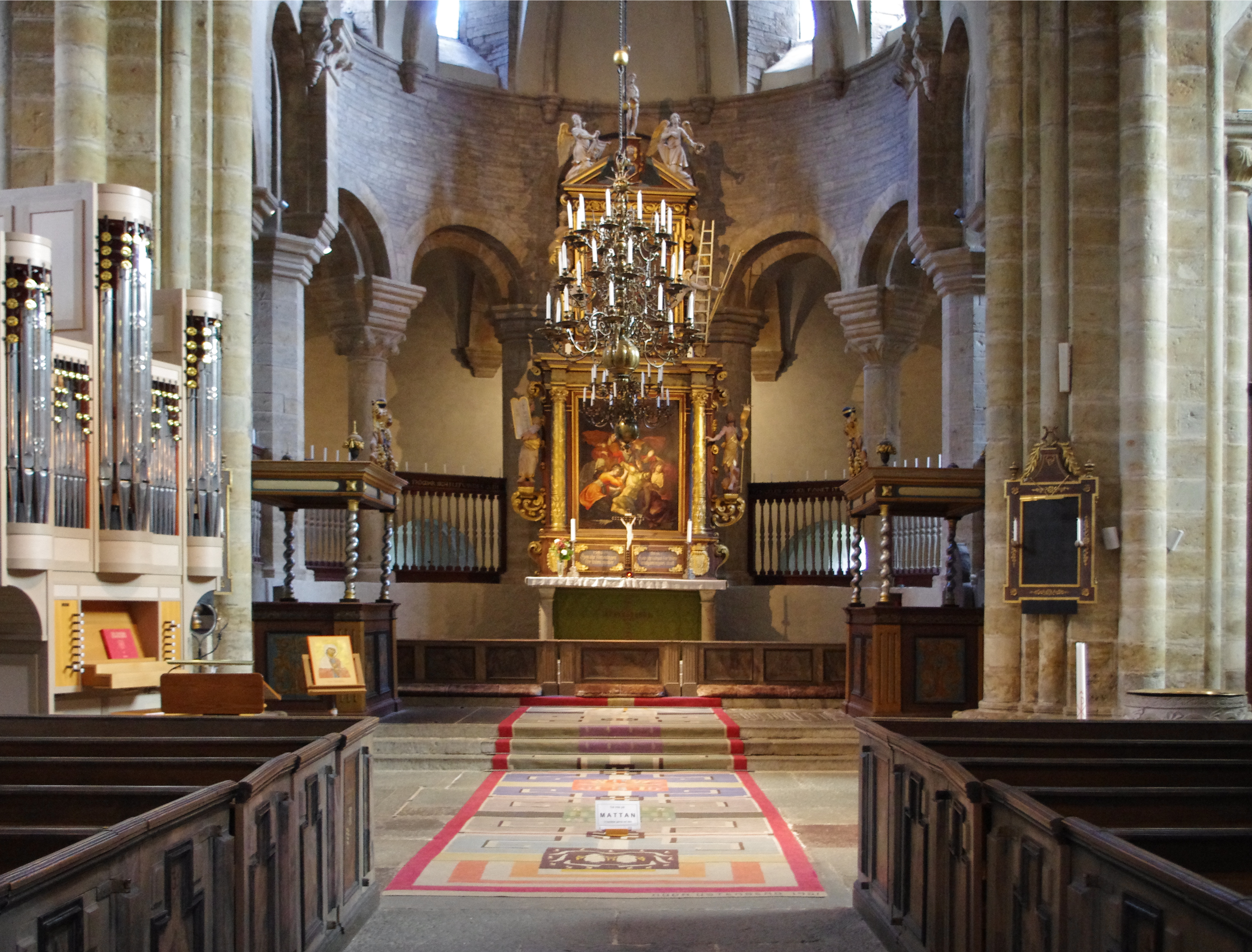
Kormatta i Varnhems klosterkyrka

En kormatta är en matta framme i högkoret närmast altaret i en kyrka. Den kan både ligga innanför som utanför altarringen. 